# Charlie Elgar
Charles Anthony „Charlie“ Elgar (* 13. Juni 1879 in New Orleans; † August 1973 in Chicago) war ein US-amerikanischer Jazz-Bandleader und Geiger im Chicago der 1920er-Jahre.
Elgar studierte ab 12 Jahren Geige an verschiedenen Musikschulen und spielte ab 1903 im Bloom Theater Philharmonic Orchestra in Chicago. Danach kehrte er für einige Jahre nach New Orleans zurück, bevor er 1913 wieder nach Chicago ging und eine eigene Band gründete. Er beschäftigte dort viele Musiker aus New Orleans, so Manuel Perez. Sein Quintett erweiterte er für das Engagement 1917 bis 1922 im Dreamland Ballroom in Chicago auf eine 15-Mann Bigband. Die Band ging mit der Revue Plantation Days auch auf Europatour (ohne Elgar). Er war Mitglied des Southern Syncopated Orchestra von Will Marion Cook und mit diesem auf Europa-Tour. Nach der Rückkehr leitete er wieder eigene Bands in Chicago (wie seine Creole Band) und Milwaukee. Nach Tom Lord war er 1926 als Bandleader und Geiger bei einer Plattensession beteiligt. Ab 1930 arbeitete er vor allem als Lehrer und in der Musikergewerkschaft.
In seiner Band spielten unter anderem Lorenzo Tio, Louis Cottrell senior, Barney Bigard, Ben Thigpen (der Vater von Ed Thigpen), Darnell Howard und Omer Simeon.